# 龚健雅
龚健雅（1957年4月—），男，江西樟树人，中国测绘与地理信息学家，武汉大学教授。

## 生平
1982年毕业于华东地质学院测量系，1992年于武汉大学（原武汉测绘科技大学）获博士学位。2011年当选为中国科学院院士。